# 向传师
向傳師（?—?），宋朝政治人物。

## 生平
官至殿中丞。好收藏金石，皇祐四年（1052年），在凤翔县石落务村屠户家中发现了刻有古文的石鼓。大观年间，向传师将乍原交给朝廷，运至汴梁。

## 家族
父向敏中；为第三子。